# Thần đồng cờ vua
Thần đồng cờ vua là cụm từ chỉ những trẻ em chơi cờ vua tốt đến mức có thể thắng được kiện tướng và thậm chí cả đại kiện tướng quốc tế khi tuổi còn nhỏ. Cờ vua là một trong số ít các môn thể thao mà trẻ em có thể tranh tài một cách bình đẳng với người lớn. Khả năng chơi cờ tốt cũng là một trong những kĩ năng ở các thần đồng thật sự. Thần đồng cờ vua thường được kì vọng nhiều; một số sau này trở thành vô địch thế giới, số khác lại không có tiến bộ khi đã trưởng thành.
Một số thần đồng cờ vua thời trước có thể kể tới Paul Morphy (1837-1884) và José Raúl Capablanca (1888-1942). Cả hai đều có những trận thắng trước những đối thủ mạnh là người lớn khi mới 12 tuổi. Samuel Reshevsky (1911-1992) thì lại có những trận đấu biểu diễn đồng thời (thi đấu với nhiều đối thủ cùng lúc) khi mới 8 tuổi. Morphy sau trở thành vô địch thế giới không chính thức (trước khi có danh hiệu chính thức). Capablanca là vô địch thế giới, còn Reshevsky tuy không có danh hiệu chính thức nào nhưng luôn là kì thủ hàng đầu thế giới trong nhiều năm. Gần đây hơn, Bobby Fischer vô địch nước Mỹ khi mới 14 tuổi và đạt chuẩn Đại kiện tướng khi mới hơn 15 tuổi, lập kỉ lục thời đó.

## Danh sách các đại kiện tướng trẻ nhất
Một thước đo thần đồng cờ vua là độ tuổi mà họ đạt được danh hiệu Đại kiện tướng quốc tế. Chú ý rằng danh hiệu này mới chỉ có từ năm 1950 và trong những năm gần đây việc đạt được danh hiệu này càng dễ dàng hơn.
Tuy nhiên, ngày càng có nhiều thần đồng cờ vua thời gian gần đây. Đó phần lớn do sự phát triển của khoa học công nghệ, với máy tính giúp việc học và tập luyện cờ vua nhanh hơn, chi phí di chuyển giảm và với Internet, giúp các kì thủ có thể tập luyện và chơi với các đấu thủ ngoại quốc, cũng như tham dự các giải đấu chất lượng ở nước ngoài.

### Các kỉ lục
Dưới đây là danh sách các kì thủ từng nắm giữ kỉ lục đại kiện tướng trẻ nhất. Tuổi ở đây là lúc họ đạt được chuẩn đại kiện tướng, chứ không phải chính thức có được danh hiệu, vì danh hiệu đại kiện tướng được phong chính thức tại các hội nghị của Liên đoàn cờ vua thế giới (FIDE).
| Năm  | Kì thủ            | Quốc tịch  | Tuổi                       |
| ---- | ----------------- | ---------- | -------------------------- |
| 1955 | Boris Spassky     | Liên Xô    | 18 tuổi                    |
| 1958 | Bobby Fischer     | Hoa Kỳ     | 15 tuổi, 6 tháng, 1 ngày   |
| 1991 | Judit Polgar      | Hungary    | 15 tuổi, 4 tháng, 28 ngày  |
| 1994 | Péter Lékó        | Hungary    | 14 tuổi, 4 tháng, 22 ngày  |
| 1997 | Etienne Bacrot    | Pháp       | 14 tuổi, 2 tháng, 0 ngày   |
| 1997 | Ruslan Ponomariov | Ukraina    | 14 tuổi, 0 tháng, 17 ngày  |
| 1999 | Bốc Tường Chí     | Trung Quốc | 13 tuổi, 10 tháng, 13 ngày |
| 2002 | Sergey Karjakin   | Ukraina    | 12 tuổi, 7 tháng, 0 ngày   |
| 2021 | Abhimanyu Mishra  | Hoa Kỳ     | 12 tuổi, 4 tháng, 25 ngày  |

Dưới đây là danh sách các kì thủ đạt được danh hiệu đại kiện tướng trước tuổi 14.
| Kỳ thủ                    | Quốc gia   | Tuổi đạt danh hiệu         | Năm sinh |
| ------------------------- | ---------- | -------------------------- | -------- |
| Abhimanyu Mishra          | Hoa Kỳ     | 12 tuổi, 4 tháng, 25 ngày  | 2009     |
| Sergey Karjakin           | Ukraina    | 12 tuổi, 7 tháng, 0 ngày   | 1990     |
| Gukesh D                  | Ấn Độ      | 12 tuổi, 7 tháng, 17 ngày  | 2006     |
| Javokhir Sindarov         | Uzbekistan | 12 tuổi, 10 tháng, 5 ngày  | 2005     |
| Rameshbabu Praggnanandhaa | Ấn Độ      | 12 tuổi, 10 tháng, 13 ngày | 2005     |
| Nodirbek Abdusattorov     | Uzbekistan | 13 tuổi, 1 tháng, 11 ngày  | 2004     |
| Parimarjan Negi           | Ấn Độ      | 13 tuổi, 4 tháng, 22 ngày  | 1993     |
| Magnus Carlsen            | Na Uy      | 13 tuổi, 4 tháng, 27 ngày  | 1990     |
| Vi Dịch                   | Trung Quốc | 13 tuổi, 8 tháng, 23 ngày  | 1999     |
| Raunak Sadhwani           | Ấn Độ      | 13 tuổi, 9 tháng, 28 ngày  | 2005     |
| Bốc Tường Chí             | Trung Quốc | 13 tuổi, 10 tháng, 13 ngày | 1985     |
| Samuel Sevian             | Hoa Kỳ     | 13 tuổi, 10 tháng, 27 ngày | 2000     |
| Richárd Rapport           | Hungary    | 13 tuổi, 11 tháng, 6 ngày  | 1996     |

### Nữ Đại kiện tướng trẻ nhất
| Năm  | Kỳ thủ              | Quốc gia   | Tuổi             |
| ---- | ------------------- | ---------- | ---------------- |
| 1978 | Nona Gaprindashvili | Liên Xô    | 37 tuổi          |
| 1984 | Maia Chiburdanidze  | Liên Xô    | 23 tuổi          |
| 1991 | Susan Polgar        | Hungary    | 21 tuổi          |
| 1991 | Judit Polgár        | Hungary    | 15 tuổi, 4 tháng |
| 2002 | Humpy Koneru        | Ấn Độ      | 15 tuổi 1 tháng  |
| 2008 | Hầu Dật Phàm        | Trung Quốc | 14 tuổi, 6 tháng |

Kì thủ nữ trẻ nhất đạt được danh hiệu đại kiện tướng (không phải danh hiệu thấp hơn là Đại kiện tướng nữ) là Hầu Dật Phàm, khi cô mới 14 tuổi 6 tháng 16 ngày.